# 諾布爾敦 (佛羅里達州)
諾布爾頓（英語：Nobleton）是位於美國佛羅里達州赫爾南多縣的一個人口普查指定地區。

## 地理
諾布爾頓的座標為28°38′43″N 82°15′41″W / 28.64528°N 82.26139°W，而該地最高點為海拔高度18米（即59英尺）。

## 人口
根據2010年美國人口普查的數據，諾布爾頓的面積為0.52平方千米，當中陸地面積為0.49平方千米，而水域面積為0.03平方千米。當地共有人口282人，而人口密度為每平方千米542人。